# Estilbe
Estilbe (en griego Στίλβη, Stílbe) en la mitología griega, es una náyade que fue amante de Apolo. Solo es citada por Diodoro Sículo, a saber: 
«Vamos ahora a narrar con detalle lo que se refiere a los lapitas y los centauros. Océano y Tetis, según los mitos, tuvieron muchos hijos, que dieron su nombre a los ríos; entre ellos estaba ciertamente Peneo, del que tomó su nombre el río Peneo de Tesalia. Peneo se unió a una ninfa llamada Creúsa y engendró a sus hijos Hipseo y Estilbe, a la que se unió Apolo para engendrar a Lápites y a Centauro». 
Y vuelve a mencionarla después: 
«En cuanto al origen de Tríopas, muchos historiadores y poetas han expresado opiniones diferentes; unos escriben que era hijo de Cánaque, hija de Eolo, y de Poseidón, y otros que era hijo de Lápites, hijo de Apolo, y de Estilbe, hija de Peneo». 
En un escolio se nos dice que Eneo, el padre de Cícico, también era hijo de Apolo y Estilbe.

## Ascendencia

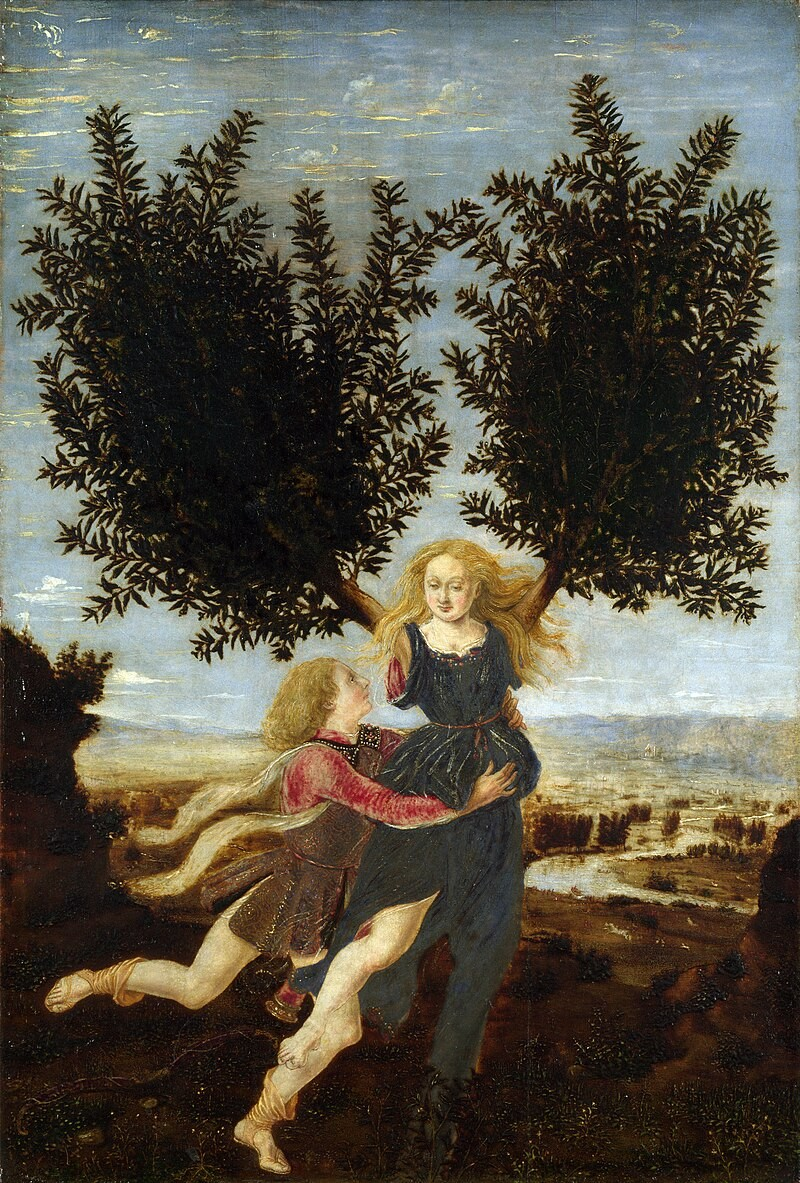
Apolo y Dafne, cuadro atribuido a Piero Pollaiuolo (1441-1496)

Sus padres fueron Peneo y Creúsa. El primero tiene como progenitores a Océano, que fue uno de los Titanes, un dios primigenio que los antiguos griegos imaginaron como un gran río acuoso que rodeaba la Tierra, emanando de su caudal todas las fuentes y corrientes de agua que en ella existían, incluyéndose también los ríos y las nubes, representado como un río que discurre alrededor de la Tierra, siendo la personificación del agua; y a Tetis, que fue una divinidad que personifica la fecundidad femenina del mar y fue la más joven de las Titánides. Creúsa es hija de Océano y de Gea, diosa primigenia que personifica la Tierra, símbolo de la fecundidad y protectora originaria del Oráculo de Delfos. De los cuatro abuelos, destaca Peneo, por no quedar muy clara su descendencia, pues una versión afirma que, al unirse a Creúsa, tuvo dos hijos (Hipseo y Estilbe), a los cuales se les une Andreo, según otra versión. Además, se le atribuyen como otros hijos Cirene y Dafne, pero no de su unión con Creúsa, e incluso otra versión confirma que Cirene fue una de sus esposas, y otra que esta era hija de Hipseo, que es la más aceptada, y que Dafne no fue hija suya, sino del dios Ladón. Su intervención más célebre en la mitología griega es cuando logra transformar a su hija Dafne en laurel, dado que esta era perseguida por el dios Apolo, el cual estaba enamorado perdidamente de ella, tras haberle lanzado Cupido la flecha del amor y a Dafne la del odio, debido a que Apolo se había burlado de él por llevar flechas y arco siendo un niño.

## Descendencia
Centauro y Lápites, son, a su vez, progenitores respectivamente de las estirpes de los centauros y los lápitas, las cuales llegaron a profesarse un gran odio, que las llevó a enfrentarse en una guerra, que fue denominada “Centauromaquia”, en la que los lápitas masacraron a los centauros, obteniendo así una gran victoria. La lucha que se desarrolló en el transcurso de la boda de Pirítoo, hijo de Ixión y rey de los lápitas (y según otra versión también padre o abuelo de los centauros) con Hipodamía, hija de Adrasto según Higinio, de Átrace según Lactancio Plácido y Ovidio o del ateniense Butes según refiere Diodoro de Sicilia en su obra Biblioteca Histórica:
Posteriormente, una vez que se hubieron reconciliado, Pirítoo se casó con Hipodamía, la hija de Butes, e invitó a la boda a Teseo y a los centauros
Este episodio presenta varias versiones en cuanto a su origen, destacando tres. La primera, referida por Ovidio en su obra Metamorfosis, XII, vv. 210-535, es que los centauros decidieron ingerir vino sin aguar y, por ello, intentaron violar a la novia y a otras mujeres lápitas allí presentes, como refiere Higinio en sus Fábulas:
Asimismo en otra boda, cuando se casó Pirítoo con Hipodamía, hija de Adrasto, los Centauros, ahítos de vino, intentaron raptar a las esposas de los lápitas

Según otra versión, referida por Virgilio en la Eneida el origen de dicha disputa fue el hecho de que Pirítoo invitó a su enlace a sus parientes, a sus vecinos y a todos los dioses menos a Marte, vengándose este al inspirar a los lápitas y centauros una furia que les llevó a guerrear brutalmente:
Marte logró acabar con la gigante raza / de lápitas y el mismo Padre de los dioses entregó la antigua Calidón / a la ira de Diana. ¿Qué crimen cometieron los lápitas?
Finalmente, la tercera, referida por Lactancio Plácido en su poema épico Tebaida, II, v. 563, es que Pirítoo se olvidó de ofrecer sacrificios al dios Marte por su boda, quien originó la discordia entre ambos pueblos. Dicha contienda terminó, como refiere Higinio en sus Fábulas, con la victoria del pueblo lápita, el cual recibió la ayuda de héroes como Teseo, haciendo que los centauros supervivientes huyeran al Peloponeso.
Los Centauros mataron a gran número de estos, pero perecieron a manos de ellos

## Otros personajes homónimos
- Aún existen otros dos personaje con el nombre de Estilbe. De una se dice que fue hija de Eósforo y posible madre de Autólico con el dios Hermes.[9]
- De la otra que fue madre de Calisto en su unión con Ceteo.[10]